# Добровольская, Юлия Абрамовна
Ю́лия Абра́мовна Доброво́льская (25 августа 1917, Нижний Новгород — 25 июля 2016, Тонецца-дель-Чимоне, Венеция) — советский и российский филолог, переводчица, лексикограф, педагог, писательница, мемуаристка. Профессор.

## Биографические сведения
Родилась в семье лесничего и преподавателя английского языка.
Окончила Ленинградский университет (ученица В. Я. Проппа, Г. А. Гуковского, В. М. Жирмунского).
В 1938 году — военная переводчица во время гражданской войны в Испании.
С 1942 года работала в агентстве ТАСС старшим референтом справочной редакции иностранной информации и заграничного радиопрослушивания.
В 1944—1945 — узница ГУЛАГа. Осуждена на три года как СОЭ (социально опасный элемент). В обвинении было написано «ввиду отсутствия состава преступления, но учитывая, что находилась в условиях, в которых могла его совершить, предъявляется статья 7-35». Реабилитирована в 1955 году.
В 1946—1950 — преподавала в Московском институте иностранных языков.
В 1955—1964 — преподавала в Московском государственном институте международных отношений.
Член секции перевода Союза писателей СССР, член Правления общества «СССР — Италия».
С 1982 года жила в Италии. Преподавала в Миланском университете иностранных языков, на филологическом факультете Университете Ка-Фоскари, в Трентском университете, в Триестском университете и других вузах Италии.
Автор переводов на русский язык произведений итальянских писателей, в том числе Альберто Моравиа, Леонардо Шаша, Джанни Родари, Марко Вентури.

## Награды
- Премии по культуре Президиума Совета министров Италии (1970, 1976)

## Опубликованные книги
- Практический курс итальянского языка (1962, 2007)
- Русская грамматика
- Русский синтаксис
- Азбука перевода
- Русский язык для итальянцев (1987)

- Post Scriptum: вместо мемуаров. — СПб.: Алетейя, 2006
- Жизнь спустя. — СПб.: Алетейя, 2016. — 418 с. — ISBN 978-5-89329-904-5
- Жизнь спустя. — СПб.: Алетейя, 2021. — 478 с. — ISBN 978-5-89329-904-5